# Палац Флавіїв

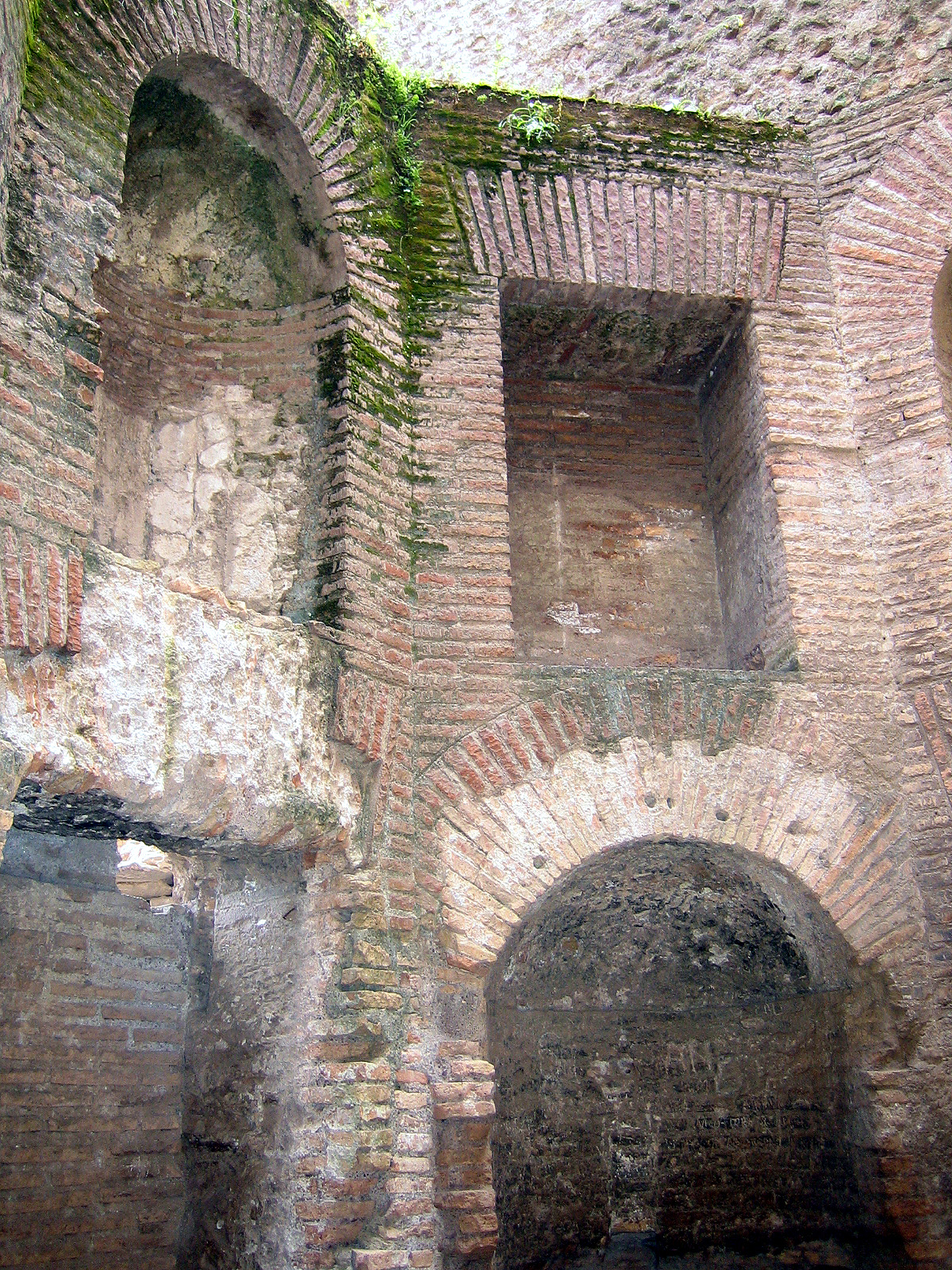
Восьмикутний зал палацу Флавіїв'

41°53′19″ пн. ш. 12°29′13″ сх. д. / 41.8885° пн. ш. 12.4869° сх. д.
Палац Флавіїв (лат. Domus Flavia) — античний палацовий комплекс римських імператорів на пагорбі Палатин у Римі.
Палац Флавіїв був побудований імператором з династії Флавіїв — Доміціаном після руйнівної пожежі 80 року, при якій згоріли колишні імператорські палаци Domus Transitoria Нерона та Domus Tiberiana . Будівництво було завершено у 92 році.
До комплексів палацу Доміціана входив Палац Августів (приватні помешкання імператора) і Domus Flavia, де проводилися офіційні прийоми та церемонії та стадіон Доміціана.
Так як західна частина Палатина була забудована будинками, а на східній вершині були круті схили, місцевість між вершинами була засипана землею. Завдяки цьому збереглися руїни деяких древніших споруд, наприклад, залишки палацу Нерона, Аула Ізіс.
У палаці розташовувалося кілька великих залів — трьохнавова базиліка, де проходили судові засідання, Аула Регія — тронний мармуровий зал (30 × 39 метрів), в нішах якого стояли статуї і в абсиді якої знаходився трон імператора. У маленькому приміщенні поряд з тронним залом був Ларарій (лат. Lararium) — святилище для сімейних богів — лар та трікліній з двома еліптичними фонтанами (німфеями).